# Corgatha griseiplaga
Corgatha griseiplaga är en fjärilsart som beskrevs av Bethune-Baker 1908. Corgatha griseiplaga ingår i släktet Corgatha och familjen nattflyn. Inga underarter finns listade i Catalogue of Life.